# Ivan Schmiderer
Ivan (Johann) Schmiderer, mariborski župan (Bürgermeister). 

## Življenjepis
Rojen je bil v Mariboru. Po rodu izhaja iz premožne predmestne rodbine, ki je imela sedež tik pred starimi mestnimi Koroškimi vrati. Njegov oče Ivan (Johann) Schmiderer je bil meščanski sin, priseljenec iz Dolnjeavstrijskega in že leta 1793 sprejet med mariborske meščane.
Ivan Schmiderer je bil za mariborskega župana izvoljen leta 1902, potem ko je bil pred tem dolgoletni namestnik prejšnjega župana Nagya. Na prvih rednih volitvah je bil leta 1903 prepričljivo izvoljen v občinski svet. Največ glasov je dobil tudi na preostalih treh volitvah do vojne. Od leta 1884 do leta 1919 je bil tudi predsednik okrajnega zastopa ter tako najizrazitejši mestni politik med vsemi mariborskimi župani po letu 1850. 
Bil je tudi zadnji predstojnik okrajnega zastopa Maribor, ki je deloval kot organ okrajne samouprave, uvedene na Štajerskem z deželnim zakonom iz leta 1866. Okrajni zastop je predal 7. januarja 1919 slovenskemu vladnemu komisarju. 
Za svoje zasluge je bil razglašen za častnega občana Maribora.
Njegov sin je bil znani mariborski posestnik med obema svetovnima vojnama Ivan Schmiderer mlajši.

## Županovanje
Mariborski župan je bil od leta 1902 do leta 1919. Zaradi spora z občinskim svetom je župan Schmiderer julija 1917 odstopil. Po prošnji občinskega sveta, naj nadljuje svoje delo, je ostavko umaknil. 
V njegovem obdobju je bilo zgrajeno veliko državno uradno poslopje ob današnji Ulici heroja Staneta, sedaj sedež Mestne občine Maribor in Upravne enote Maribor. Nov dravski most je bil odprt leta 1913. Najpomembnejša pridobitev je bila elektrifikacija mesta, njena prva etapa je bila sklenjena leta 1914. Občina je ustanovila številna podjetja: pogrebni zavod, kopališče in plinarno. 
Mesto je dobilo številne nove šole: kompleks II. dekliške meščanske in osnovne šole (danes Osnovna šola Ivana Cankarja Maribor), žensko učiteljišče (danes Ekonomska šola Maribor) in IV. deško osnovno šolo (danes Osnovna šola Prežihovega Voranca Maribor) ter moško učiteljišče (danes Osnovna šola Bojana Ilicha). Občina je zgradila še topniško vojašnico.
Leta 1902 je začela v Melju obratovati mestna klavnica. Leta 1907 je bila blizu kolodvora urejena mlekarna. Leta 1902 je Karel Bros v Melju odprl tovarno mila, iz katere je mnogo kasneje nastala tovarna Zlatorog. 
Po štetju leta 1910 je bilo v Mariboru 3.823 Slovencev (14%) in 22.653 Nemcev (79%). 
Ivan Schmiderer je bil zadnji mariborski župan avstrijske dobe. Zavračal je zahteve po enakopravnosti nemškega in slovenskega jezika. 30. oktobra 1918 je mariborski občinski svet proglasil Maribor in njegovo okolico za sestavni del nemškoavstrijske države. General Rudolf Maister Vojanov je s svojimi prostovoljci to preprečil in prevzel oblast. Narodna vlada Slovenije je 16. decembra 1918 razpustila občinski svet. 2. januarja 1919 je na Rotovžu prevzel oblast vladni komisar Vilko Pfeifer. 